# 中国民生银行
中国民生银行股份有限公司（简称中国民生银行，英语：China Minsheng Bank Corp., Ltd.，縮寫：CMBC；上交所：600016，简称：民生银行；港交所：1988）是中国大陆第一家由民间资本设立的全国性股份制商业银行。民生银行A股于2000年12月19日在上海证券交易所公开上市，H股於2009年11月26日在香港證交所掛牌上市。

## 历史沿革
2007年10月8日民生銀行公告宣布入股美國聯合銀行控股公司（Ucbh Holdings）9.9%的股權，並且有權將股權增持至20%。2009年11月6日，Ucbh Holdings 100%全資控股從事主營業務的美國聯合銀行（UCB）被美國聯邦存款保險公司（FDIC）接管，民生銀行發布公告稱對其佔有9.9%的Ucbh Holdings股權的總投資8.87億元人民幣計入損失，民生銀行稱由於此前對此項投資進行了充分撥備，故而此次損失不會對該公司經營產生重大影響。
2007年10月8日民生銀行公告宣布將對陝西省國際信托入股投資23.42億元人民幣計1.43億股佔26.58%股權份額共列第一大股東。後因資本市場發生較大變化，民生銀行公告宣布取消此戰略投資。
2008年4月民生銀行獲准設立民生金融租賃公司，民生銀行和天津保稅區投資公司共同出資32億元人民幣，其中民生銀行出資26億元人民幣佔有81.25%股權份額，天津保稅區投資公司出資6億元佔有18.75%股權份額。至2009年12月，民生金融租賃公司總資產達到236億元人民幣。
2008年11月，由中国民生银行、加拿大皇家银行和三峡财务公司共同发起设立的民生加银基金管理有限公司在深圳成立。
2009年6月22日民生銀行公告宣布透過股票交易市場將因抵債而持有的海通證券股權共計3.8億餘股減持完畢，平均減持價格14.33元，處置總額為54.58億元人民幣。
2009年11月，民生銀行在香港進行公開招股，招股價為每股8.5至9.5港元，集資最多315.6億港元。民生銀行招股公開發售部份獲超額認購157倍，凍結資金2493億港元。民生銀行最終招股價訂於9.08港元，於11月26日上市。
2009年11月，民生銀行前發起股東鄭州夢達實業、深圳前進科技及廣州珠江資產在民生銀行香港上市前，召開控訴大會指出當時市值達60億元人民幣的股權被非法轉讓。
2011年1月，民生銀行計劃以非公開方式向7家機構投資者增發47億股A股，集資214.79億元人民幣。 因有關計劃被質疑會對被攤薄權益的現有小股東不公平，民生銀行修改其融資方案，改為發行不超過200億元人民幣的6年期A股可換股債和不多於16.51億股H股，令集資規模增至約300億元。
截至2016年末，中國民生銀行总资产规模达58958亿元人民幣，存款总额30822亿元人民幣，贷款总额（含贴现）24615.86亿元人民幣，净利润為487.78億元人民幣。在中國北京、上海、广州、深圳、武汉、大连、南京、杭州、太原、石家庄、重庆、西安、福州、济南、宁波、成都、天津、昆明、苏州、青岛、温州、厦门、泉州、郑州、汕头、長春、合肥、長沙、南昌等118個城市设立了124家分行，在香港设有分行，机构总数量达到1119家。
民生银行在境外设立的第一家分行——香港分行2012年3月30日正式开业，标志着民生银行迈出国际化战略的历史性一步。由2月8日試業至3月30日，已吸人民幣存款190億元，人民幣貸款亦達55億元。
2015年，安邦保险集团股份有限公司增持民生银行A股，从而使其持有A股比例增加至19.28%，继续为民生银行第一大股东。
2018年起，中國保監會接管大股東安邦保險集團，後來集團的資產由政府出資的新公司——大家保險接手，民生銀行亦由民營銀行變成國有銀行。

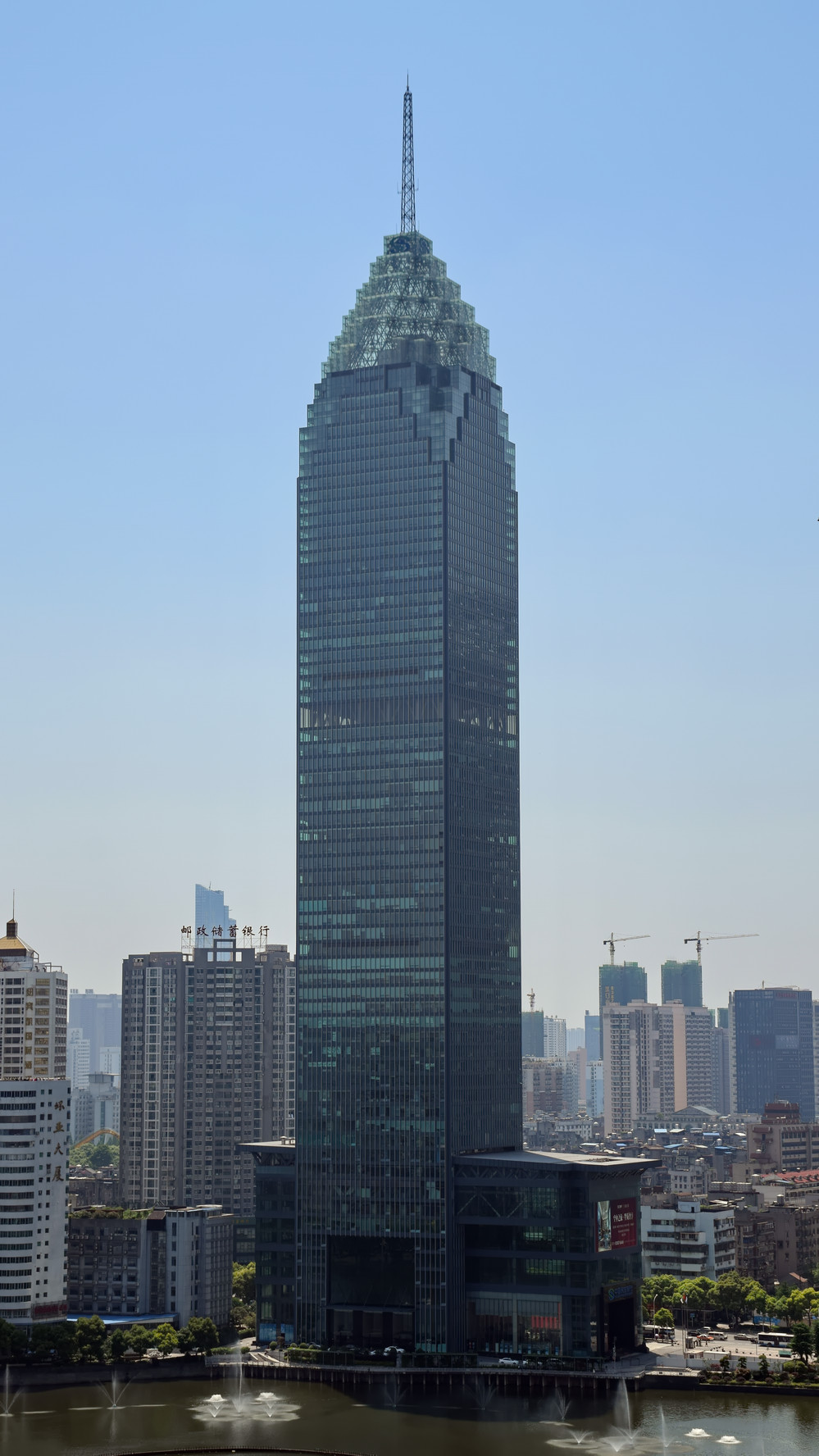
武漢民生銀行大廈

## 丑闻
2015年1月31日，新京报报导，民生银行新闻发言人证实毛晓峰行长已被中纪委带走协助调查。报道还透露，民生银行内设有“夫人俱乐部”，多名高官夫人只领工资不上班。
2月16日，财新网引述民生银行内部人士消息称，银行内部确实有一些官太太背景的员工，成立了俱乐部，作为聚会的由头，甚至有取名“风韵犹存”的说法，来往较多。但所谓的“俱乐部”戏谑成分较多。
报道引述多位业内人士的说法称，很多官员的配偶、子女被安排进银行等金融机构任职，享受金融业高出社会平均水平的高薪，这在业内司空见惯。而这些安排绝大多数时候是黑箱操作。
据称，已被调查的原中共政协副主席苏荣之妻于丽芳挂名民生银行董事会审计委员会主任，年薪200多万元。民生银行董事会知情人士确认，这是个虚职，只是为了有个名目安排高薪。之前，于丽芳曾先后在光大银行、招商银行等任职。苏荣担任甘肃省委书记的2003年至2006年间，于丽芳被任命为招行兰州分行副行长。苏荣主政江西后，即提出要于丽芳在民生银行江西省分行当党委书记，后被安排为副行级调研员。
此前有报道称，毛晓峰曾介绍原中办主任令计划的妻子谷丽萍在民生银行旗下公司民生租赁任职3年。16日的财新网报道称，令计划2011年曾专门约见时任民生银行董事长的董文标，表示要退还谷丽萍在民生银行三年的薪酬，但要请民生银行多支持由谷丽萍创办的公益组织YBC。
有评论称，“夫人俱乐部”作用很大，一个很大的好处就是企业高管仕途顺畅。毛晓峰42岁出任民生银行“掌门人”，既得益于和令计划的密切关系，介绍其妻加入“夫人俱乐部”更是起了作用。
时政评论人士孟天宇称，这次媒体曝出的民生银行“夫人俱乐部”等丑闻，显示出中共体制下官商勾结、违法违规，到了无孔不入的地步。大公司大企业“养”着高官的妻儿，小公司小企业自然会“养”现官现管的老婆。

## 外部連結
- 中國民生銀行股份有限公司官方网站（页面存档备份，存于）（简体中文）
  - 中國民生銀行股份有限公司（页面存档备份，存于）（繁體中文）
  - China Minsheng Bank（页面存档备份，存于）（英文）
- 中國民生銀行H股上市文件（页面存档备份，存于）（繁體中文）